# En éxtasis
En Éxtasis (em português: Em Êxtase) é o quarto álbum de estúdio da cantora mexicana Thalía, lançado em 1 de outubro de 1995, pela gravadora EMI. 
Produzido por Oscar López, Emilio Estefan, Kike Santander e Mario Ruiz, é o primeiro lançado pela cantora com a gravadora EMI, após sua saída da gravadora Melody. Marca a primeira colaboração com o produtor Emilio Estefan, que impulsionaria sua carreira musical com essa e suas colaborações subsequentes. 
Cinco das quatorze faixas foram lançadas como single entre 1995 e 1996, a saber: "Piel morena", "Quiero hacerte el amor", "Amándote", "Gracias a Dios" e "Maria la del Barrio".
A imagem e as letras das canções causaram uma forte reação negativa na imprensa latino-americana por serem "provocadoras". No entanto, junto com o single "Piel morena" é considerado o primeiro sucesso internacional da artista. 
Como estratégia promocional, durante 1995 e 1996, houve apresentações em muitos eventos de mídia e festivais em países do continente americano e asiático. 
As resenhas da crítica especializada em música foram em maioria favoráveis. Alguns críticos o consideraram um grande passo em sua carreira e o primeiro de vários álbuns notáveis que o seguiriam. 
Comercialmente, tornou-se um sucesso. Recebeu discos de ouro e platina em diversos países. Nos Estados Unidos foi certificado como disco de platina dupla pelaa Recording Industry Association of America (RIAA). No Brasil , vendeu mais de 190 mil cópias e ganhou um disco de ouro pela Associação Brasileira dos Produtores de Discos (ABPD), dessa forma, tornou-se o álbum mais vendido por uma solista mexicana no país.
Em diversos países foi lançado em CD e K7, já no Equador contou com o lançamento no formato de disco de vinil (LP), tornou-se um item raro e procurado por colecionadores.

## Antecedentes e desenvolvimento
Depois de assinar um contrato multimilionário em 1994 com a empresa EMI, a artista juntou-se a Emilio Estefan e outros produtores como Oscar Lopez e Kike Santander para gravar o material em Miami.
De acordo com Estefan, a primeira vez que viu a cantora, foi em uma edição do Festival de Acapulco no qual "ele previu que ele iria colaborar com ela uma vez". Finalmente, quando Thalía esteve em Miami, em 1994, para promover uma das suas novelas da conhecida "Trilogía de las Marías", Estefan ligou por telefone para dizer, "Hey, a vida nos trouxe juntos novamente [...] Gloria e eu vemos Marimar todas as noites e eu tenho uma música perfeita para você [venha ao nosso estúdio]".
Depois da ocasião mencionada, a intérprete entrou no famoso Crescent Moon Studios para gravar algumas faixas. Ela confessou que "se sentiu como a escolhida" desde que Estefan a chamou e que depois de cantar "Piel morena", a primeira de todas as músicas, ela comentou que "era exatamente o estilo dela".
O material foi lançado em 1 de outubro de 1995 e inclui diversos ritmos latinos, como pop latino, cumbia e salsa. De acordo com Thalía, En éxtasis é "um momento íntimo em que eu quis moldar meus sentimentos em uma folha. [..] São emoções extremas e situações que se vivem em momentos de amor [e] "em êxtase".

## Promoção e imagem pública

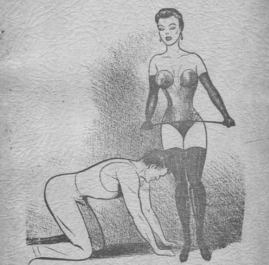
A imagem de Thalia para promover o álbum gerou muitas críticas negativas em diferentes mídias, com alguns a chamando de "ousada", "sexual", "sadomasoquista" e "agressiva". Na fotografia, o trabalho House of Tears Femdom, de Harold Kane; vestido muito semelhante ao de Thalía durante o videoclipe "Gracias a Dios" e algumas apresentações de mídia da intérprete.

Como promoção, houve apresentações em inúmeros eventos e meios de comunicação da Ásia e da América, entre 1995 e 1996. Na América Latina, o país com a melhor recepção foi o Brasil, ao passo que na Ásia foram as Filipinas, Tailândia e Indonésia, graças ao impacto cultural da "Trilogia das Marias".
Nas Filipinas, a cantora foi convidada para conhecer Fidel V. Ramos, presidente do país na época, tal fato, causou controvérsia, pois o convite ocorreu no meio de um acordo de paz histórico com os guerrilheiros muçulmanos e também com as comemorações do centenário da revolução das Filipinas, segundo os críticos foi prestado mais atenção a visita da artista do que a esses outros acontecimentos e datas. Uma contagem nacional foi tomada antes de chegada da cantora ao país, a imprensa chamou a ocasião de a visita mais ilustre nas Filipinas, depois da do papa Juan Pablo II.
Nessa época, durante o processo de gravação de sua telenovela María la del Barrio (1995-1996), a último da chamada "Trilogia das Marias", juntamente com a promoção do material, a cantora teve que descansar devido a problemas de saúde como arritmia cardíaca, pressão baixa e tontura devido ao excesso de trabalho.
Os vídeos e as performances ao vivo da artista causaram grande controvérsia em diferentes mídias latino-americanas pela forma provocadora que interpretava as músicas e figurinos demasiado sexy. Para os que já conheciam a artista, no entanto, isso não era novidade, pois ocorria desde o seu início como solista.
Na época de seu disco de estreia, por exemplo, tanto em seus vídeos como nas apresentações, ela usava shorts, flores ou bichos de pelúcia em volta do corpo. No videoclipe do single de "Un pacto entre los dos" (1990), que foi rotulado como satânico por grupos de extrema direita, a cantora aparece sendo perseguida por uma tribo canibal. Na canção "Saliva" (1990), seu segundo single, houve censura nas rádios mexicanas porque era "sexualmente explícita". E com o álbum Love (1992),  ela ganhou o apelido de "símbolo sexual".
A respeito dessa imagem sexual, Joseph Haniana, do Los Angeles Times, comentou que se tratava apenas de uma estratégia de marketing, e apesar de Emilio Estefan dizer que com essa produção, além de querer "destacar as habilidades de Thalía como intérprete", ele "queria dar uma nova imagem a ela a todo o público", a imagem continuou a ser sexy e provocadora como outrora.
Na gravação dos vídeos "Piel morena" e "Gracias a Dios", Thalía utiliza sutiãs "excêntricos", com torneiras, frutas, chaveiros e castiçais. Ed Grant da revista Time comentou que "Gracias a Dios" era o seu vídeo mais extravagante. Ela também usava esse tipo de roupa em muitas de suas apresentações, devido a isso,  vários meios de comunicação duvidavam que ela realmente tivesse um "talento vocal" argumentando que  ela deixava "suas apresentações com muitos dançarinos e troca de roupas para cobrir suas deficiências musicais".
Durante 1995, ela lançou sua linha de lingerie. Alguns consideraram "atrevida", "sexual", "sadomasoquista" e "agressiva". A crítica Ana Enriquez, do About.com, comentou que após o lançamento de En éxtasis, a cantora mostrou uma imagem "mais acessível" e prosseguiu dizendo que "embora ele mantivesse elementos próprios dentro de suas roupas, como as leggings mostrando sua barriga, ela já se via com uma imagem muito mais refinada e trabalhada [tanto] em seus vídeos [como em] apresentações".

## Contracapa e outros formatos

Tanto com sua lingerie (1995) tal como na edição padrão e nas suas outras reedições do disco, tinha como eixo central a cruz Anj.

Na contracapa da edição standard, ela incluiu uma dedicatória ao ex-namorado, o produtor Alfredo Díaz Ordaz, dizendo: "Alfredo, por ficar ao meu lado no meu caminho e por habitar o meu coração partido, Eu te amo como nunca antes e vou te procurar no grande dia. A este respeito, a cantora disse em uma entrevista na Argentina o seguinte:
A intérprete tinha trabalhado com ele em seus dois primeiros álbuns solo, e confessou na mesma ocasião "que todos os seus amigos disseram que [Alfredo] havia sido deixado e morreu de amor [referindo-se ao momento em que cantora rejeitou sua proposta de casamento] o que fez ela se sentir culpada." Finalmente, ele continuou e explicou que "doeu e chorou muito e, em seguida, ao fundo do poço e se reuniu com Deus. [...] Ele agarrou a mão dela e a levou-a para a luz." Desde então, diz que "só tem sido bem sucedida".
Em 1997, foi vendido no México e em alguns países, um EP sob o título Bailando en éxtasis, que incluía remixes e a faixa "Juana". Já no Brasil, foi feito um single especial e promocional que incluía as faixas "Amándote", "Gracias a Dios" e "Maria la del barrio" e vários remixes. Comemorando uma década depois de sua estreia, a EMI Internacional relançou em 2005 o CD com uma faixas bônus em karaoke e dois remixes de "Piel morena".

## Singles
O primeiro single escolhido foi "Piel morena". Nos Estados Unidos, ficou em sétimo lugar no Top Latin Songs, em décimo primeiro lugar no Latin Regional Mexican Airplay, enquanto no Latin Pop Airplay alcançou sua posição máxima no número quatro. Conseguiu entrar nas listas de popularidade de países como o Japão e Filipinas.
Segundo o site Univision, com este single, a cantora começou a trilhar caminho para conquistar países como Argentina, Brasil e alguns países da Europa, Ásia e Oceania. A Univision Communications realizou uma pesquisa em 2002 e a canção foi eleita como "a melhor canção em espanhol de todos os tempos nos Estados Unidos, O single fez parte da trilha sonora em um capítulo da primeira temporada da série estadunidense Los Soprano.
"Amándote" é o segundo single e foi escrito por AB Quintanilla. A canção não apareceu nas charts da Billboard. No videoclipe da música, a cantora aparece passeando pelas ruas de Miami e interagindo com o artista convidado, o espanhol Julio Iglesias.[carece de fontes?]
O terceiro single foi "María la del barrio", que foi incluído no álbum após o sucesso obtido em diferentes partes do mundo pela telenovela que leva o mesmo nome. A música alcançou a trigésima posição na lista Top Latin Albums, enquanto no Latin Pop Airplay ficou em quatorze. Foi incluída na compilação Nandito Ako, em uma versão cantada em tagalo (a língua oficial das Filipinas) intitulada "Mariang Taga Barrio".
O quarto single, "Quiero hacerte el amor", passou despercebido nas listas da Billboard. No entanto, de acordo com a Univision, com "Quiero hacerte el amor" ela "consolidou seu sucesso e se manteve no topo da popularidade no México, Espanha, Estados Unidos e América Latina".
O quinto single, intitulado "Gracias a Dios", é uma composição do cantor e compositor mexicano Juan Gabriel. Thalía cantou a música na novela Luz y sombra, em 1989. Alcançou a vigésima sexta posição na lista Top Latin Song , enquanto no Latin Pop Airplay apareceu na posição de número oito. Em 1997, uma versão em inglês da faixa, intitulada "I Found Your Love", foi incluída na compilação Nandito Ako.

## Crítica profissional
| Críticas profissionais | Críticas profissionais |
| Avaliações da crítica  | Avaliações da crítica  |
| Fonte                  | Avaliação              |
| ---------------------- | ---------------------- |
| 'StarPulse             | [ 39 ]                 |
| Allmusic               | [ 40 ]                 |

O jornal colombiano El Tiempo disse que apenas duas faixas: "Piel morena" e "Me faltas tú", "são boas o suficiente [em produção] graças às suas letras, e, especialmente, seus ritmos cativantes, muito parecido com o estilo do colombiano Kike Santander, o autor dessas canções.
Jason Birchmeier do Allmusic deu uma classificação de 3 de 5 estrelas e disse que com En éxtasis, ela deu um grande passo em sua carreira e é o primeiro de vários álbuns notáveis que o seguiriam. Ele continuou dizendo que "Thalía recebeu canções de primeiro nível, e nunca soou tão boa como o que ela fez aqui [...] Todas as músicas são excelentes, mas "Piel Morena" é talvez o que se destaca. [...] As músicas de En éxtasis não se encaixam em uma única categoria, como uma banda latina ou pop; ele tem música diversas com ritmos de salsa, pop e cumbia ", concluiu.
Em uma crítica mista, Joey Guerra, do site Amazon.com, comentou o seguinte:
De acordo com a Billboard, En éxtasis "definiu Thalía musicalmente e a estabeleceu como uma força a ser considerada na música latina".
Omar Ramos do Milenio Diario disse que ""Piel Morena" tornou-se uma das canções mais importantes da sua carreira, em parte por causa de seu polêmico vídeo que mostrava sutiãs com torneiras, fechaduras e castiçais". Comentário semelhante ao de Fraser Delgado, do Miami Times, que disse que teve grande sucesso na região da América Latina e outras partes do mundo e "a transformou de estrela mexicana a uma estrela pop latina". Ele continuou dizendo que "o sucesso não só marcou um ponto de virada na sua carreira como cantora, mas [fez] uma mudança radical na empresa Estefan Enterprises [e] que depois continuaria com outros expoentes da música latina como é: Alejandro Fernández, Shakira e Carlos Vives".
Ilan Stavans e Harold Augenbraum autores da Encyclopedia Latina: History, Culture, and Society in the United States, Volumen 1, concordaram que En éxtasis "foi mais uma prova da crescente comercialização da cultura latina nos Estados Unidos".
A publicação Filipinas, em 1997, o definiu como "mundano". Em geral, tanto o álbum e a canção "Piel morena" são considerados os primeiros sucessos internacionais da carreira musical de Thalía por diferentes meios de comunicação, que até aquele momento havia sido resumido no México e na Ásia.

## Desempenho comercial
Nos Estados Unidos, alcançou sua posição máxima no sétimo e décimo terceiro lugar nas listas Latin Pop Albums e Top Latin Albums, respectivamente. Em novembro de 1995, com sete semanas nas listas, o material ocupou o vigésimo e o décimo lugar, respectivamente. Mais de um ano após seu lançamento, em 7 de dezembro de 1996, após mais de cinquenta e oito semanas nas paradas de música latina da Billboard, ficou em número  32 e número 15 no Top Latin Albums e Latin Pop Albums, respectivamente. Em 1º de fevereiro de 1997, com 66 semanas nos Top Latin Albums, ele ficou em número trinta e cinco, enquanto em 19 de julho de 1997, com Amor a la mexicana em sua semana de estreia, colocando-se na décima primeira posição, "En éxtasis" ele reentrou na contagem no número cinquenta. Então, em agosto de 1997, com Amor a la Mexicana dentro do "top" dez, En éxtasis, voltou a entrar na lista liderando a posição 49.
No final de 1997, quase dois anos nas paradas latinas da Billboard, o material, com setenta e duas semanas, foi colocado na décima quinta e trigésima sexta posição do Latin Pop Albums e Top Latin Albums respectivamente; excedido apenas em termos de número de semanas para, Gipsy Kings (101), Selena (85), Marc Anthony (82) y Gloria Estefan (72) e superando artistas como Enrique Iglesias, Shakira, Luis Miguel, Olga Tañón, Los Tigres del Norte e Alejandro Fernández entre muitos outros. Os álbuns Amor a la mexicana e En éxtasis, fizeram da cantora um dos artistas latinos de maior sucesso daquele período, superada apenas por Julio Iglesias, Alejandro Sanz, e os grupos Son by Four e Grupo Bryndis.
Enquanto isso, no México, havia vendido mais de 220.000 mil unidades até 1997. No Brasil, vendeu 30.000 mil exemplares, após 15 dias de seu lançamento; Em novembro de 1997, mesmo com o declínio comercial da indústria fonográfica nesse território, conseguiu comercializar mais de 130.000 cópias. No final daquele mês, havia vendido mais de 150.000 cópias, em detrimento de tal feito, a Associação Brasileira dos Produtores de Discos (ABPD) o certificou com um disco de ouro. Por mais de uma década, foi a única solista mexicana com tal reconhecimento no Brasil, até o lançamento de Mi Delirio (2009) de Anahí, que recebeu o mesmo prêmio em 2011. A respeito desse feito, a cantora disse:
Na Argentina, quase um ano após a sua publicação, o material tinha vendido mais de 75 000 mil cópias, tornando-se o quinto mais vendido por muitos meses, superado apenas por Enrique Iglesias, Ricky Martin, Alejandro Sanz e Tropimatch. Meses antes, o diretor de marketing  da EMI, Jorge Schulze, disse que "trabalhei com a artista desde o início, e então veio o boom da [TV] novela [Marimar], que ajudou a intensificar a campanha discográfica [referindo-se às vendas recordes na Argentina]. Em 1997, a Cámara Argentina de Productores de Fonogramas y Videogramas (CAPIF) a premiou com dupla platina, Roberto Ruiz, presidente da EMI Argentina, disse que foi a primeira artista mexicana a obter tal reconhecimento no território.
José Bersiano, gerente geral da EMI Uruguai, a premiou com um disco de ouro pelas altas vendas naquele país, na verdade, foi a primeira certificação que a EMI concedeu a um artista daquela empresa naquele território.
Nas Filipinas, alcançou vendas de mais de 40.000 cópias e foi certificado platina. Na Hungria, conseguiu se posicionar na lista dos dez mais populares por sete semanas, enquanto na Grécia atingiu a sua posição máxima na quinta posição. 
Até julho de 1996 foram vendidas mais de 500 mil cópias no mundo. Em 1995, a cantora confessou ter ficado "satisfeita" com a recepção que estava recebendo. Vale ressaltar que a revista People en español, em sua primeira edição oficial (1996) nomeou-a como uma das "10 estrelas latinas do momento".
De acordo com diferentes fontes, as vendas mundiais são de 1 milhão ou até 2 milhões de cópias no mundo.

## Lista de faixas
| N.º | Título                             | Compositor(es)                     | Duração |  |
| 1.  | "Piel Morena"                      | Kike Santander                     | 4:42    |  |
| 2.  | "Juana"                            | Myra Stella Turner                 | 2:49    |  |
| 3.  | "Quiero hacerte el amor"           | Daniel García, Mario Schajris      | 3:59    |  |
| 4.  | "Amándote"                         | A. B. Quintanilla III, Ricky Vela  | 3:48    |  |
| 5.  | "Llévame Contigo"                  | Adrian Posse, Rolando Hernández    | 3:41    |  |
| 6.  | "Me Erotizas"                      | Vline Buggy, Julien Lepers, Thalía | 4:59    |  |
| 7.  | "Gracias a Dios"                   | Juan Gabriel                       | 4:01    |  |
| 8.  | "Lágrimas"                         | Aureo Baqueiro, Thalía             | 4:29    |  |
| 9.  | "Te Quiero Tanto"                  | Eddie Sierra                       | 3:11    |  |
| 10. | "Te Dejé la Puerta Abierta"        | Adrian Posee, B.B. Muñoz           | 3:08    |  |
| 11. | "Fantasía"                         | Gabriela Anders                    | 4:17    |  |
| 12. | "Me Faltas Tú"                     | Santander                          | 5:10    |  |
| 13. | "Piel Morena" (Pablo Flores Remix) | Santander                          | 6:43    |  |

| Faixas Bônus   |                       |                                  |         |  |
| N.º            | Título                | Compositor(es)                   | Duração |  |
| 14.            | "María la del Barrio" | Viviana Pímstein, Paco Navarrete | 3:53    |  |
| Duração total: | Duração total:        | Duração total:                   | 58:58   |  |

| Faixas de bônus de edição remasterizada |                                 |                |         |  |
| N.º                                     | Título                          | Compositor(es) | Duração |  |
| 15.                                     | "Piel Morena" (Hitmakers Remix) | Kike Santander | 5:14    |  |
| 16.                                     | "Piel Morena" (Emilio Mix)      | Kike Santander | 4:43    |  |
| 17.                                     | "Piel Morena" (Instrumental)    | Kike Santander | 4:43    |  |

| Bailando En Éxtasis |                                         |                                   |         |  |
| N.º                 | Título                                  | Compositor(es)                    | Duração |  |
| 1.                  | "Piel Morena" (Club Remix)              | Kike Santander                    | 6:43    |  |
| 2.                  | "Amándote" (House Latino Mix)           | A. B. Quintanilla III, Ricky Vela | 7:53    |  |
| 3.                  | "Gracias A Dios" (Midi's Club Mix)      | Juan Gabriel                      | 4:00    |  |
| 4.                  | "María la del Barrio" (Versão do álbum) | Viviana Pímstein, Paco Navarrete  | 3:53    |  |
| 5.                  | "Juana" (Album Version)                 | Myra Stella Turner                | 2:49    |  |
| 6.                  | "Amándote" (Radio Mix)                  | A. B. Quintanilla III, Ricky Vela | 3:33    |  |
| 7.                  | "Gracias a Dios" (Midi's Radio Mix)     | Juan Gabriel                      | 4:00    |  |
| 8.                  | "Amándote" (TapatiMix)                  | A. B. Quintanilla III, Ricky Vela | 4:41    |  |
| 9.                  | "Gracias a Dios" (70's Midi Club Mix)   | Juan Gabriel                      | 6:11    |  |

## Desempenho nas tabelas musicais
| Chart (1995)               | Posição |
| -------------------------- | ------- |
| Billboard Top Latin Albums | 13      |
| Billboard Latin Pop Albums | 7       |
| Grécia (IFPI Grécia)       | 5       |
| Hungria (MAHASZ)           | 7       |

## Certificações e vendas
| Região             | Certificação | Vendas/distribuição |
| ------------------ | ------------ | ------------------- |
| Argentina (CAPIF)  | 2× Platina   | 130,000             |
| Brasil (ABPD)      | Ouro         | 190,000             |
| Chile (IFPI Chile) | Ouro         | 10,000^             |
| EUA (RIAA)         | 2× Platina   | 300,000             |
| Filipinas          | Platina      | 40,000^             |
| México (AMPROFON)  | 2× Ouro      | 220,000^            |
| Uruguai (CUDISCO)  | Ouro         | 2,000^              |
| Resumos            |              |                     |
| Mundialmente       |              | 2,000,000           |

## Créditos
| - Thalía - vocais - Gabriela Anders - vocais de fundo - Edwin Bonilla - bongô, conga, maracas, timbales, tambora timbal - Francisco Centeno - baixo - Doris Eugenio - vocais, vocais de fundo - Steve Ferrone - bateria - Sammy Figueroa - percussão - Eddy Ganz - vocais de fundo - Didi Gutman - piano, teclado - Jeff Kievit - trompete - Amaury Lopez - vocais de fundo - Juanito Marquez - guitarra - Bobby Martinez - saxofone - Archie Pena - bateria - Nicki Richards - vocais de fundo - Kike Santander - baixo, guitarra, percussão, vocais de fundo - Ira Siegel - violão - Dana Teboe - trombone - Lori-Ann Velez - vocais de fundo - Francisco "STAR" Del - caixa de ritmos e teclados | - Marcelo Añez - engenheiro assistente - Scott Canto - engenheiro assistente - Sean Chambers - engenheiro assistente - David Dachinger - engenheiro, mixagem - Pablo Flores - remixando - Don Grossinger - masterização - Scott Perry - engenheiro - Mario Ruíz - produtor executivo - Eric Schilling - engenheiro - Ted Stein - engenheiro |

## Histórico de lançamento
| Ano  | Tipo    | Gravadora     | Número do catálogo  | Ref.   |
| ---- | ------- | ------------- | ------------------- | ------ |
| 1995 | CD      | EMI Latin     | H2 536850           | [ 81 ] |
| 1995 | CD      | EMI           | 7243 8 35217 2 2    | [ 81 ] |
| 1995 | CD      | EMI Brazil    | 856876 2            | [ 81 ] |
| 1995 | CD      | EMI Latin     | H2 7243 8 35217 2 2 | [ 81 ] |
| 1995 | CD      | EMI           | 7243 8 36850 2 8    | [ 81 ] |
| 1995 | Cassete | EMI Latin     | —                   | [ 82 ] |
| 1996 | Casete  | EMI Latin     | —                   | [ 83 ] |
| 1999 | CD      | EMI Latin     | —                   | [ 84 ] |
| 2004 | DD      | Capitol Latin | —                   | [ 85 ] |

- ( — ) indica que os dados são desconhecidos.

## Turnê
A En Éxtasis Tour foi a segunda turnê mundial da cantora e atriz mexicana Thalía. Em 1996, o sucesso internacional de Thalía foi 
consolidado graças ao seu álbum "En éxtasis" e à transmissão da telenovela María la del Barrio, o que a levou a realizar uma extensa turnê nas principais 
capitais da América Latina e Ásia e como algo inédito, é a primeira cantora mexicana a fazer shows nas Filipinas e na Indonésia, onde gozou de grande popularidade graças ao sucesso da telenovela Marimar. Em 1997, durante a 38ª edição Festival Vinã del Mar, Thalía foi 
eleita rainha do referido festival, além de ganhar o prêmio Gaviota de Prata.
O seguinte repertório representa o show realizado no Araneta Coliseum, na Cidade Quezon, no dia 20 de agosto de 1996. Não representa necessariamente o repertório do restante da turnê.
1. "Intro" (contém elementos de "Un Pacto entre los Dos", "Piel Morena" e "Amándote")
2. "Medley":
  1. "Fuego cruzado"
  2. "Amarillo azul"
  3. "En la Intimidad"
3. "Saliva"
4. "Sudor"
5. "Gracias a Dios"
6. "Quiero Hacerte el Amor"
7. "Sabor a Mi" (cover de Álvaro Carrillo)
8. "Bésame Mucho" (cover de Consuelo Velázquez)
9. "Sangre"
10. "Love"
11. "Macarena" (cover de Los del Río)
12. "Marimar" (Boogie Mix)
13. "Amándote"
14. "Juana"
15. "Piel Morena"
16. "Maria la del Barrio"
17. "Marimar"

Datas
| 1996                        |               |                      |                                 |
| 29 de julho de 1996[A1]     | Lima          | Peru                 | Centro Cultural                 |
| 8 de agosto de 1996         | Guaiaquil     | Equador              | Coliseo Voltaire Paladines Polo |
| 9 de agosto de 1996         | Quito         | Equador              | Coliseo General Rumiñahui       |
| 19 de agosto de 1996        | Manila        | Filipinas            | Folk Arts Theater               |
| 20 de agosto de 1996        | Cidade Quezon | Filipinas            | Smart Araneta Coliseum          |
| 26 de agosto de 1996        | Jacarta       | Indonésia            |                                 |
| 1997                        |               |                      |                                 |
| 17 de janeiro de 1997[A2]   | León          | México               | Centro de Espectáculos          |
| 20 de fevereiro de 1997[A3] | Viña del Mar  | Chile                | Anfiteatro da Quinta Vergara    |
| 13 de março de 1997         | Cidade Quezon | Filipinas            | Smart Araneta Coliseum          |
| 13 de junho de 1997         | Buenos Aires  | Argentina            | Teatro Gran Rex                 |
| 14 de junho de 1997         | Buenos Aires  | Argentina            | Teatro Gran Rex                 |
| 15 de junho de 1997         | Buenos Aires  | Argentina            | Teatro Gran Rex                 |
| 19 de junho de 1997         | Assunção      | Paraguai             | Estádio Manuel Ferreira         |
| 21 de junho de 1997[A4]     | Santo Domingo | República Dominicana | Estádio Olímpico Félix Sánchez  |
| 28 de julho de 1997[A5]     | Lima          | Peru                 | Centro Cultural                 |

- A1 Parte do "Súper Feria de La Molina 96"
- A2 Parte do "Palenque Feria Estatal de León 97"
- A3 Parte do "Festival Internacional da Canção de Viña del Mar"
- A4 Parte do "Festival Presidente de Música Latina"
- A5 Parte do "Súper Feria de La Molina 97"